# NK 크로아티아 세스베테
NK 크로아티아 세스베테(크로아티아어: Nogometni klub Croatia Sesvete)는 크로아티아 자그레브 세스베테에 위치한 축구단이다. 2012년에 해단되었다.

## 역대 감독
| 감독            | 임기        |
| --------------- | ----------- |
| 안테 차치치     | 1998 ~ 2000 |
| 륩코 페트로비치 | 2008        |
| 안테 차치치     | 2013        |